# جان أوبراين
جان أوبراين (بالإنجليزية: Jean O'Brien)‏ هي أكاديمية أمريكية، ولدت في 2 فبراير 1958.